# Vladimir Levstik

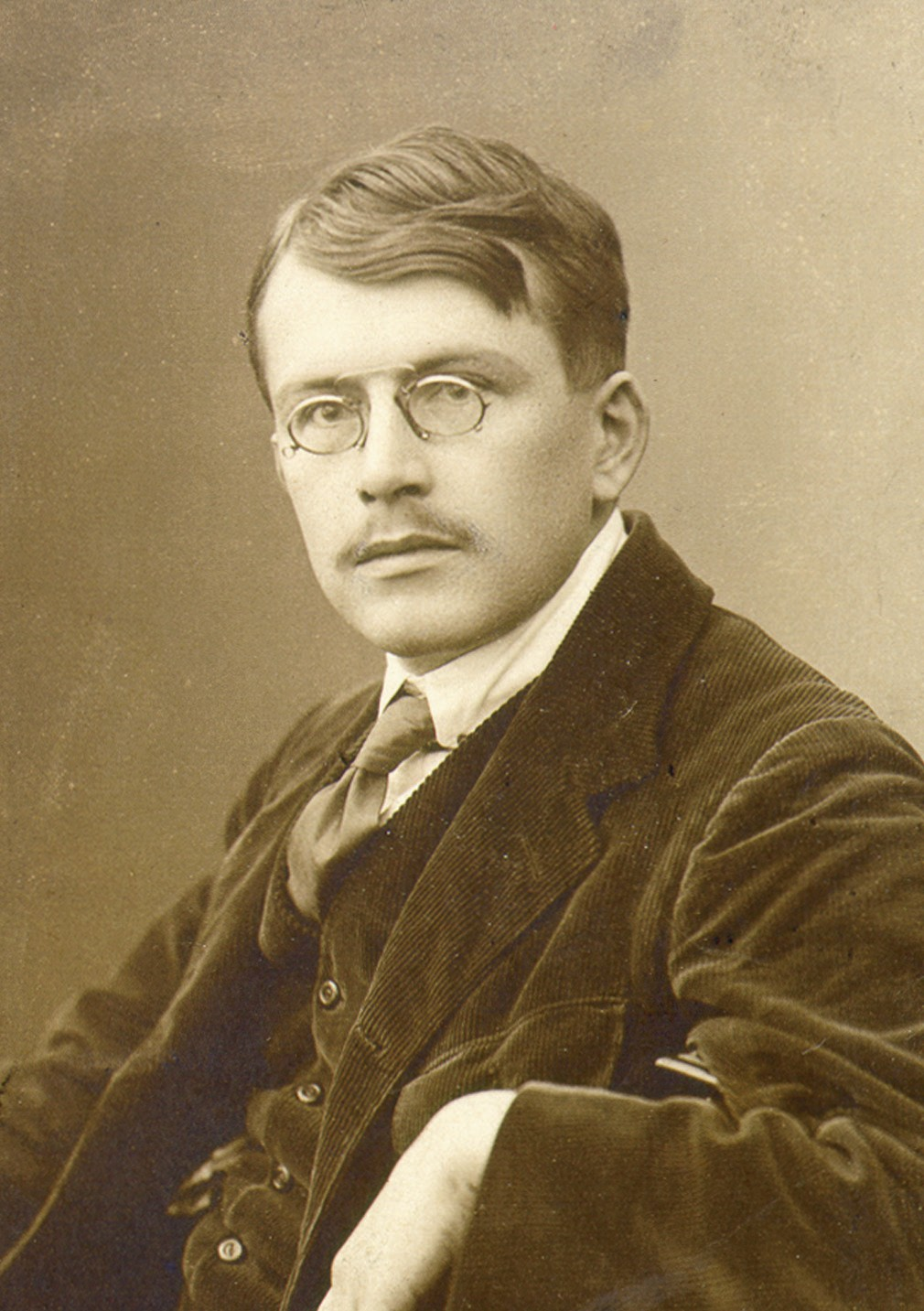
Vladimir Levstik

Vladimir Levstik, właściwie Ciril Levstik (ur. 19 stycznia 1886 w Šmihelu nad Mozirjem, zm. 23 grudnia 1957 w Celju) – słoweński pisarz, poeta i tłumacz.

## Życiorys
Urodził się w rodzinie nauczyciela, jako pierwsze z trojga dzieci. Na chrzcie otrzymał imię Ciril, imienia Vladimir zaczął używać od roku 1904. W roku 1887 rodzina przeniosła się do Št. Andraž nad Polzelo (dziś Andraž nad Polzelo), gdzie Levstik ukończył szkołę podstawową. Uczęszczał do gimnazjum w Celju w latach 1896–99, w Mariborze latach 1899–1901, w Celju w latach 1901–03 i w Lublanie. W roku 1903 jako uczeń siódmej klasy musiał (z powodu biedy lub sporu z ojcem) zakończyć edukację. Zarabiał na życie jako pisarz, poeta, dziennikarz i tłumacz. W latach 1906 i 1907 mieszkał w Paryżu, gdzie poznawał nowe prądy i tendencje w literaturze. Dzień przed wypowiedzeniem wojny przez Włochy w roku 1915 został zatrzymany i osadzony na zamku w Lublanie, skąd został przeniesiony do więzienia Wagna koło Lipnicy w Styrii, skąd był przenoszony do: Hainburga nad Donawą, Sitzendorf przy Oberhollabrunn i Mittergrabern. Choć z początku internowanie z początku wydawało się znośne (Levstika pocieszał fakt, że nie został wysłany na front), sytuacja się zmieniła, gdy zabroniono mu wysyłania jego utworów literackich i przekładów. Z obozu wysyłał listy do swojej ukochanej i późniejszej pierwszej żony, Pepiny Dular, Frana Govekara i Ivana Cankara. Pozostał w więzieniu do kwietnia 1917. Nie pozwolono mu na powrót do Lublany, dlatego do listopada tego roku mieszkał w Pradze, gdzie napisał powieść Zapiski Tine Gramontove. W kwietniu 1918 przeprowadził się do swojej siostry Very do Savinjskiej doliny (dziś Tabor). Pisał swój najlepszy utwór, Gadje gnezdo, i tłumaczył Dostojewskiego. Po powrocie do Lublany poważnie zachorował, dlatego wiele lat mieszkał i leczył się w Kranju. W roku 1932 ponownie bywał w Paryżu. Ostatnie lata przeżył w Celju, blisko miejsca urodzenia, gdzie umarł w roku 1957.

## Twórczość

### Poezja
Zaczął pisać wiersze już w szkole podstawowej. W roku 1903 pierwszy wiersz ukazał się na łamach czasopisma Ljubljanski zvon. W latach 1906– 1910 był cenionym poetą. Współpracował głównie z pismami „Ljubljanski zvon”, „Slovan”, „Slovenka”, „Naš list”. Głównym tematem, który poruszał, była ojczyzna, tematy narodowościowe zawarł m.in. w utworach Prešernovim manom i Domovina. W balladzie Kralj Matjaž pojawiają się motywy nieśmiałości i wolności. Uważał, że największą wartością narodu jest osobiste oddanie jednostki (V spominsko knjigo). W jego poezji odczuwa się niespokojne poszukiwanie sensu w życiu i rozczarowanie, rozpacz, ubolewanie nad światem i samym sobą. Jego ówczesne tytanistyczne nastroje, w których ukazywała się jego natura, zrobiły zeń bezideowca. Czuł dystans do „tłumu”, co było odbiciem filozofii Nietzschego, choć idea nadczłowieka nie przekonała Levstika. Nie wątpił, że Słowenia ma przyszłość, choć obawiał się pasywności „tłumu”, jak w roku 1900 u Cankara. Inspiracji do swojej poezji miłosnej szukał w Erotyce Cankara i w zbiorze Čaša opojnosti Otona Župančiča. Powtarza się motyw zdrady małżeńskiej z Erotyki, z tym, że u Levstika kochanek jest jednocześnie zabójcą męża (Romanca, 1906). Motywy mają także zabarwienie erotyczne, są ironiczne i naturalistyczne (Faust, 1906). Metaforyka często pochodzi z antyku. Z powodu tych cech jego twórczości, zalicza się go do słoweńskich parnasowców. W roku 1910 napisał kilka utworów, które metaforyką i formą są zbliżone do futuryzmu Marinettiego, czym zakończył tworzenie poezji.

### Proza
Niemalże równolegle z poezją pisał krótkie formy literackie. Pierwsza nowela, Prijatelj Satan (1906), przywodzi na myśl zarówno Dostojewskiego jak i Cankara. Pierwszym bohaterem w prozie Levsika jest introwertyczny, niepokorny inteligent - nihilista, przeżywający osobistą tragedię. Rozmawia z Szatanem o śmierci i moralności, a potem się z nim zaprzyjaźnia. Łączy ich więź, która przekształca się w uwielbianie do Szatana i doprowadza bohatera do samobójstwa.
Dla prozy Levstika charakterystyczne są także miłosne historie dotyczące mieszczaństwa i szlachty, a ich głównym wątkiem jest romantyczna fantazja. Typowe dla nich są tragiczne zakończenia (Historija o kugi, 1907, Sirota Jerica, 1907). W roku 1909 wydał swoje nowele w zbiorze Obsojenci. Wydawcą był Lavoslav Schwentner. W nowelach jest widoczne, że Levstik zajmował się psychologią, filozofią i estetyką. Psychologicznymi tematami są objawy chorób umysłowych. W noweli Nenormalni piščanec wprowadza motyw z Nietzschego. Pragnienia tytułowego kurczaka wyrastają ponad jego gatunek - chce być wolny. Kiedy gospodarz przycina mu pióra, kurczak umiera. Jest on alegorycznym przedstawieniem artysty, więźnia społecznej przeciętności. Kurczak nie umie latać, jest więc anty-symbolem wobec kondora i orła, którymi posługiwali się moderniści, by przedstawić prawo do swobody artysty. W noweli Razmišljeni Vid depoetyzuje matkę, która woli poświęcić syna niż dobrobyt. W noweli Mlada Breda in slepec pokazuje, jak ślepiec zamienia „świat światła i barw” na „świat głosów i zapachów”. Ostatnia nowela w Obsojencih, Rikard Malloprou również opisuje patologiczne zachowanie - zdrowemu bohaterowi utworu, Rikardowi, wydaje się, że jest garbaty. Mniemanie to staje się obsesją i doprowadza do omamów, cynizmu i sadyzmu. 
Pierwszym obszerniejszym tekstem Levstika była powieść Blagorodje doktor Ambrož Čander wydana przez Ljubljanski zvon w roku 1909. Utwór w ironiczny i humorystyczny sposób przedstawia słoweńską burżuazję i, według Cankara, ośmiesza jej miłość do ojczyzny. Lekarz Čander jest nadczłowiekiem bez uczuć, dla którego miłość to tylko eksperyment. Skutkiem jego wyuzdania i nadużywania alkoholu są halucynacje. W malignie lekarz wyobraża sobie, jak odrodzony duchowo przenosi się do nowego miejsca pracy. Na przyjęciu spotyka miłość z młodości i zdaje sobie wraz z nią sprawę z niesprawiedliwości losu. Choć starają się uciec w świat „miłości i piękna”, czeka na nich tylko wstręt i rozczarowanie. Kiedy lekarz budzi się z majaków, w końcu dostrzega swoje życiowe błędy i popełnia samobójstwo. W powieści przeplatają się rzeczywiste i nieprawdziwe zdarzenia, a także syntetyczny i analityczny sposób narracji. Utwór jest realistyczny, choć szczegółowe opisy natury, niektóre sceny i biologiczne pojmowanie życia są naturalistyczne. Čander jest jedną z pierwszych słoweńskich postaci o rozdwojonej jaźni, rozdarte między patologicznym erosem i pragnieniem spełnienia.
Kolejna powieść, Sphinx patria(1910) opowiada o życiu artystów i cechuje ją brak fabuły. Malarz Marjan Andrej wraca z Paryża do Lublany. Podczas spotkań z artystami w ich pracowniach i kawiarniach rozmawia z nimi m.in. o przywiązaniu twórcy do ziemi ojczystej, o konflikcie między artystami a publiką. W powieści występują ówcześni słoweńscy artyści; porusza on problematykę generacji Levstika. Utwór nie został ukończony, ponieważ autor nie chciał współpracować z pismem Slovan, którego redaktor, Ilešič, był propagatorem języka chorwackiego jako języka literackiego Słoweńców. 
Kiedy redaktorem Slovana został Oton Župančič, Levstik wznowił współpracę z czasopismem, wydając krótkie opowiadanie Janovo (1914). Jest to utwór z wątkami autobiograficznymi, kontynuujący temat ojczyzny, poruszony w powieści Sphinx patria - ojczyzna powinna mieć dla inteligenta większe znaczenie niż kosmopolityzm. Kosmopolita i romantyk Jakob jest twórcą w ojczyźnie. Po śmierci ojca marnotrawi czas i pieniądze w wiejskiej karczmie, a także przeżywa namiętny romans z nauczycielką. Gdy obserwuje bratową doglądającą gospodarstwa, które jego brat prowadzi do upadku, zaczyna odczuwać szacunek i miłość do bratowej i do miejsca, w którym się urodził. Levstik opisuje konflikty w życiu wsi - rozrzutność i ciężką pracę; analizuje też ludzkie charaktery. Utwór jest napisany realistycznie, naturalistyczna jest jedynie namiętna i tragiczna miłość nauczycielki „pierwotna żądza”. Styl jest żywy, struktura tekstu dość zwarta, a fabuła zróżnicowana. 
Jednym z majstersztyków Levstika jest utwór Zapiski Tine Gramontove, napisany jesienią 1917 w Pradze, wydany w roku 1919 przez wydawnictwo Omladina. Jest to kobiecy pamiętnik poruszający tematy piękna, brzydoty, wzlotach i upadkach uczuć; osadzony jest w realach mieszczańskiego życia. Tina, uczennica seminarium nauczycielskiego, na próżno czeka na miłość. Jako sierota mieszka u ciotki i żyje w przeświadczeniu, że jest brzydka. Kuzynka uświadamia jej, że tak nie jest, a malarz Pavel, który ma dość arogancji tej pierwszej, dodaje Tinie otuchy i pomaga zmienić jej stosunek do życia. Kiedy maluje jej akt, Tina mu się oddaje, a on wciąż wątpi w swoją miłość do niej. Gdy poddaje się temu uczuciu, w samotnej willi korzystają z uroków młodości i piękna. Gdy cnotliwa ciotka załamuje ręce, młodzi zakochani biorą ślub i wybierają się w podróż do Włoch, a w końcu osiadają w domu w Górnej Krainie. Tina Gramontova uosabia chęć do życia, siłę miłości i nie zwraca uwagi na burżuazyjną hipokryzję. Utwór weryfiktuje stosunek do sztuki, piękna i przywiązania do ziemi ojczystej. Napisany został w formie współczesnej powieści, a jego autor skupił się na psychoanalizie i charakteryzacji bohaterów. Znaczące są także opisy przyrody i pogody, które są impresjonistyczne, bezpośrednie i odzwierciedlają stan umysłu bohaterów.
Gadje gnezdo jest najlepszym dłuższym utworem Levstika; została napisana w listopadzie i grudniu 1917 i styczniu 1918. Osadzona w realiach słoweńskiej wsi, przez którą przetacza się wojna. Centralna postacią jest wdowa Kastelka, naturalna, samodzielna, surowa, ale cechująca się dobrym sercem kobieta, która haruje, przeklina i żyje tylko dla synów i gospodarstwa. Dwóch synów traci na wojnie, trzeci wraca ciężko ranny, ale zdrowieje. Choć Kastelka jest bliska popełnienia samobójstwa, chęć do życia przywraca jej poprawa zdrowia jej ostatniego syna - wie, że może mu zostawić gospodarstwo. 
Powieść Hilarij Pernat nie doczekała się wydania. Była publikowana w częściach na łamach czasopisma Ljubljanski zvon w latach 1926-1927. Podstarzały profesor Pernat czuje samotność i pustkę w swoim życiu. Czytając wyrzucony niegdyś list odkrywa, że gdzieś żyje jego dziecko, owoc miłości z czasów jego młodości, które mogłoby nadać sens życiu profesora i zostać jego dziedzicem. Wielu ma ochotę na ten majątek, a profesora wspiera tylko jego wychowanka, Stana. Po ataku choroby i ostatniej konfrontacji z krewnymi profesor w końcu spotyka swojego syna.
Ostatnie dzieło Levstika to powieść Dejanje (1934), umiejscowiono w utopii Silvanii. O władzę walczy Legia zielonych koszul, ślepo oddanych dowódcy. Wierzą, że nawet złe uczynki są dopuszczalne, jeśli popełnia się je w imię politycznej idei. Student Sergej musi z tego powodu w okrutny sposób zabić przyjaciela, Żyda. Sąd chce go uniewinnić, jednak sumienie zmusza go do przyznania się do winy. Chce protestować przeciwko przemocy i odbieraniu ludziom ich godności i życia z powodów politycznych, co było wówczas bardzo aktualnym problemem całej Europy. Jednocześnie utwór wyraża osobiste rozczarowanie autora słoweńskim ruchem prawicowym. Mroczna psychologia zbrodni i etyka krzywdy przeplatają się z kryminalno- detektywistyczną fabułą.

### Tłumaczenia
Levstik przysłużył się poznaniu rosyjskiej literatury w Słowenii bardziej, niż ktokolwiek przed nim. Jego najważniejsze przekłady to: Gogol, Taras Buljba (1910); Tołstoj, Hadži Murat (1923), Ana Karenina (1928), Vstajenje (1931), Vojna in mir (SM 1932 dalje); Dostojewski, Ponižani in razžaljeni (1908), Zločin in kazen (1908 in 1923), Zapiski iz mrtvega doma (1912 in 1925), Besi (1919 in 1924), Selo Stepančikovo (1929), Bratje Karamazovi (1929); M. Gorki, Foma Gordjejev (1913); Leonid Andrejev, Rdeči smeh (1909); wiele utworów Puszkina in Alekseja Tołstoja. Przekłady tych rosyjskich mistrzów dopracowywał i dopieszczał, tak, jakby wiedział, że w nich ujawni się jego translatorski kunszt. 
Prócz rosyjskich tłumaczył też dzieła francuskie, angielskie i amerykańskie. Przetłumaczył Panią Bovary Flauberta (1915 i 1931); dzieła Balzaca, Zoli, Defoe,Scotta i Conana Doyle’a.
Do dziś Levstik jest ceniony jako najbardziej płodny i jednocześnie jeden z najlepszych słoweńskich tłumaczy.

### Nagrody
W roku 1949 zdobył nagrodę Prešerna za przekłady, w szczególności za przekład Gogola Tarasa Bulbe i De Costera Ulenspiegel in Lam Dobrin.

### Opowiadania
- Janovo (1914)
- Pravica kladiva (1926)
- Dejanje (1934)

### Powieści
- Gadje gnezdo (1918)
- Zapiski Tine Gramontove (1919)
- Višnjeva repatica (1920)
- Hilarij Pernat (1926)

### Przekłady
- Ana Karenina (Anna Karenina), Lew Tołstoj
- Gospa Bovary (Pani Bovary), Gustave Flaubert
- Zgubljene iluzije, (Stracone złudzenia), Honoré de Balzac
- Veter od juga (Wiatr z południa), Elmar Grin
- Štiri drame (4 dramaty), Maksim Gorki
- San Michele (Księga z San Michele), Axel Munthe
- Hadži-Murat (Hadżi-Murat), Lew Tołstoj
- Vojna in mir (Wojna i pokój), Lew Tołstoj
- Selo Stepančikovo in njeni prebivalci (Sioło Stiepanczykowo i jego mieszkańcy), Fiodor Dostojewski
- Ponižani in razžaljeni (Skrzywdzeni i poniżeni), Fiodor Dostojewski
- Zapiski iz mrtvega doma (Wspomnienia z domu umarłych), Fiodor Dostojewski
- Zločin in kazen (Zbrodnia i kara), Fiodor Dostojewski
- Besi (Biesy), Fiodor Dostojewski
- Ivanhoe (Ivanhoe), Walter Scott
- Bratje Karamazovi (Bracia Karamazow), Fiodor Dostojewski